# Кам'янка (Шульгинська сільська громада)
Ка́м'янка — село в Україні, у Шульгинській сільській громаді Старобільського району Луганської області. Орган місцевого самоврядування з 2019 року — Шульгинська сільська громада, до 2019 року — Хворостянівська сільська рада.

## Географія
Кам'янка із ставком в центрі, стоїть серед степу, за 5 км від села Хворостянівка. Відстань до райцентру становить близько 21 км і проходить автошляхом Т 1302. 

## Історія
Кам'янка була заснована у 1894 році. Раніше Кам'янка називалася хутором Щеняцьким, від прізвища чоловіка, який начебто був першим хто поселився на цій землі у 1767 році.
Першими поселенцями села Кам'янка були вівчарі Суржани, які оселилися в центрі села. Згідно однієї із версій - назва села Кам'янка походить від назви криниці Кам'янка, яка раніше була розташована на Валуйському шляху.
Село постраждало внаслідок геноциду українського народу, вчиненого урядом СССР у 1932—1933 роках, кількість встановлених жертв — 132 людей.
В 1957-му році Кам'янка стала належати до Хворостянівської сільської ради. До цього року в Кам'янці була своя Рада.
Кам'янка входила до складу колгоспу ім. 40-річчя Жовтня разом із Хворостянівкою та Лозовівкою.
У 1989 році Кам'янка відокремилась і загосподарювала самостійно. А в результаті реформ 2000-го року в селі утворилось СТОВ "Кам'янське".
В селі немає церкви, але є храмове свято, а це вказує на те, що колись церква була.

## Населення
Кількість населення Кам'янки змінюється в бік зменшення. За даними перепису населення 2001 року, у селі мешкало 347 осіб. У 2005 році мешкало 332 особи. У 2014 році - 294 особи. На момент 2021 року в селі проживає 260 осіб.

## Також
- Перелік населених пунктів, що постраждали від Голодомору 1932-1933, Луганська область